# 송지나
송지나(宋智娜, 1959년 9월 12일 ~ )는 대한민국의 방송 작가이다. MBC 라디오 《별이 빛나는 밤에》 스크립터로 활동을 시작해서, 1982년에 MBC 어린이 드라마 《호랑이 선생님》으로 드라마 작가 데뷔를 했다.

## 학력
- 제주 세화중학교
- 제주 세화고등학교
- 이화여자대학교 신문방송학 학사

## 작품 목록
- 1981년 MBC 《호랑이 선생님》
- 1985년 MBC 《베스트셀러극장 - 꼬마》[1]
- 1986년 MBC 《바다의 노래》
- 1986년 MBC 《꾸러기》
- 1988년 MBC 《베스트셀러극장 - 전야》
- 1989년 MBC 《베스트셀러극장 - 정거장》[2]
- 1987년 MBC 《퇴역전선》
- 1988년 MBC 《인간시장》
- 1988년 MBC 《우리 읍내》
- 1988년 MBC 《선생님 우리 선생님》
- 1989년 MBC 《서울 시나위》
- 1989년 KBS 《세노야》
- 1991년~1992년 MBC 《여명의 눈동자》
- 1995년 SBS 《모래시계》
- 1997년 SBS 《달팽이》
- 1999년~2000년 SBS 《카이스트》
- 2002년 SBS 《대망》
- 2003년 KBS2 《로즈마리》
- 2007년 MBC 《태왕사신기》
- 2009년 KBS2 《남자 이야기》
- 2011년~2012년 MBN 《왓츠업》
- 2012년 SBS 《신의》
- 2014년~2015년 KBS2 《힐러》
- 2017년 MBC 《왕은 사랑한다》

## 수상
- 1985년 MBC 연기대상 TV부문 특별상
- 1995년 제31회 백상예술대상 극본상 - 《모래시계》
- 1995년 제22회 한국방송대상 작가상 - 《모래시계》
- 1996년 제2회 한국방송작가협회 드라마부문 한국방송작가상
- 2000년 제1회 대한민국과학문화상